# باي تاوه
باي تاوه(بالفارسية: پاي تاوه) هي قرية تابعة لناحية جناح بمدينة بستك في محافظة هرمزغان-إيران. بلغ عدد سكانها في تعداد 2006 261 نسمة يتألفون من 53 عائلة.